# Fairfield (Kalifornia)
Fairfield – miasto w Stanach Zjednoczonych, w stanie Kalifornia, w pobliżu San Francisco. W roku 2018 mieszkało w nim 117 080 ludzi.
W mieście rozwinął się przemysł spożywczy oraz włókienniczy.

## Miasta partnerskie
- Nirasaki, Japonia